# Thomas Pitz
Thomas Pitz (* 1968 in Heilbronn) ist ein deutscher Mathematiker und Professor für Spieltheorie. 

## Werdegang
Thomas Pitz studierte von 1990 bis 1997 Mathematik, Informatik und Philosophie an den Universitäten von Mannheim und Heidelberg sowie insbesondere an der Technischen Universität Darmstadt. 2000 wurde er mit der Dissertation Anwendung genetischer Algorithmen auf Handlungsbäume in Multiagentensystemen zur Simulation sozialen Handelns an der Ludwig-Maximilians-Universität München promoviert, an der er seit 1998 an seiner Dissertation arbeitete. Nach diversen Forschungsprojekten unter anderem an der Universität Duisburg-Essen und der Jiaotong-Universität Shanghai trat Pitz eine Professur an der Hochschule Rhein-Waal an. Ab 2015 war er für mehrere Jahre Prodekan der Fakultät Gesellschaft und Ökonomie.
Seine Forschungsschwerpunkte liegen in den Bereichen der analytischen Philosophie, der verteilten künstlichen Intelligenz, der Spieltheorie und der experimentellen Wirtschaftsforschung. Im Rahmen des CONUS-Netzwerks setzt er sich mit den sozioökonomischen Auswirkungen autonomer Fahrzeuge im Straßenverkehr auseinander.

## Publikationen (Auswahl)
- T. Pitz: Genetische Algorithmen auf Handlungsbäume in Multiagentensystemen zur Simulation sozialen Handelns. Verlag Peter Lang Europäische Hochschulschriften, Frankfurt am Main 2000, ISBN 978-3-631-36947-0.
- T. Pitz, R. Selten, M. Schreckenberg, T. Chmura, S. Kube: Commuters Route Choice-Behaviour. In: Games and Economic Behavior, p. 294–406, 2007.
- T. Pitz, T. Chmura, N. Yu, N. Sun: Bargaining Over Perfect Complements Owned Separately: With Experimental Test. In: Economics Letters. 2010.
- T. Pitz, J. Lempp, J. Sickmann (Hrsg.): Die Zukunft des Bargelds: Perspektiven aus Wissenschaft und Praxis. Springer Gabler, Wiesbaden 2018, ISBN 978-3-658-21719-8.